# Paralcis albiclausia
Paralcis albiclausia là một loài bướm đêm trong họ Geometridae.